# Amden
Amden är en ort och kommun i distriktet See-Gaster i kantonen Sankt Gallen, Schweiz. Kommunen har 1 906 invånare (2023).
Kommunen ligger vid sjön Walensee.